# Euonymus tonkinensis
Euonymus tonkinensis là một loài thực vật có hoa trong họ Dây gối. Loài này được (Loes.) Loes. mô tả khoa học đầu tiên năm 1902.